# Andrée Géant
Andrée Géant (née à Paris le 5 juin 1907 et décédée à Toulouse le 7 janvier 1981) est une comédienne et animatrice-productrice de radio française.

## Carrière
Andrée Géant est comédienne, lorsqu'en 1937 elle franchit avec succès les épreuves du concours national de « speaker » organisé à Paris par le ministère des P.T.T.(Postes-Télégrammes-Téléphones) pour la Radiodiffusion nationale (RN), ancêtre de la Radiodiffusion française (RDF), puis Radiodiffusion télévision française (RTF), et enfin Office de radiodiffusion télévision française (ORTF).
Nommée speaker — le féminin n'existant pas alors administrativement dans cette profession — elle devient « la voix » de la station de radio  Toulouse-Pyrénées  jusqu'en 1972 (prononcé [ Toulouz' Pyréné] ). 
Productrice-déléguée d'émissions sociales comme Au Service de la Vie, littéraires, historiques, mais également poétiques, elle anime aussi pendant de nombreuses années le populaire « Sur le kiosque à musique !  » avec l'orchestre de bal champêtre de Jean Bentaberry (1895-1973). Au cours de sa carrière, Andrée Géant écrit et diffuse plus de 6 000 billets radiophoniques, soit pour le matin très tôt, soit pour la fin de soirée, petits mots complices avec les auditeurs, ce qui lui vaut un courrier intense et constant jusqu'à la fin de sa vie.
Le professeur Pierre Vellas, fondateur de l'Université du troisième âge, lui propose en 1975 de participer à l'émission radiophonique expérimentale qu'il songe à créer. Andrée Géant profitant à ce moment-là de sa retraite, accepte de contribuer au projet. Quotidiennement, elle rédige, jusqu'à sa disparition, un billet matinal, lu par elle-même à l'antenne en ouverture du programme. 
Sa sépulture est située au cimetière de Lafourguette, (division 8) à Toulouse. Une voie du quartier Les Pradettes porte son nom.